# Attilio Mineo
Attilio Mineo (Brooklyn, 28 agosto 1918 – Tacoma, 27 luglio 2010) è stato un compositore e arrangiatore statunitense.
Viene principalmente ricordato per il suo unico album in studio Man in Space with Sounds, le cui musiche vennero usate durante l'Expo 1962.

## Biografia
Nato nel 1918 a Brooklyn da immigrati italiani, Attilio Mineo si appassionò di musica mentre studiava presso il Bushwick High School di Brooklyn.  Suonò in diversi complessi musicali, compreso quello della Casa Bianca durante il governo del presidente Roosevelt; formò in seguito un'orchestra e iniziò a comporre anche collaborando con la moglie Toni.
Mineo viene ricordato soprattutto per il suo album Man in Space with Sounds, composto nel 1951, registrato nel 1959 e infine pubblicato nel 1962. I suoi brani al contempo elettronici e orchestrali che richiamano il cosmo vennero utilizzati per fare da sottofondo al "Bubbleator", un grande ascensore idraulico e trasparente esposto durante l'Expo di Seattle del 1962. L'album venne presto dimenticato, ma è considerato una pietra miliare e un capolavoro del suo genere oltre ad essere particolarmente apprezzato tra gli appassionati del genere exotica. Nel 1998 verrà ristampato dalla Subliminal Sounds. I Man or Astro-man? omaggeranno la sua copertina con il loro Project Infinity (1995).
Nel corso della sua vita compose diverse sinfonie e quartetti d'archi oltre a numerose canzoni.
Attilio Mineo morì nel 2010 a Tacoma.

## Discografia

### Album in studio
- 1962 – Man in Space with Sounds

### Album dal vivo
- Artie Sings at The New Yorker

### Singoli
- 1962 – World's Fair Days (con Highline Civic Chorale)
- Non sai